# Staff College Camberley

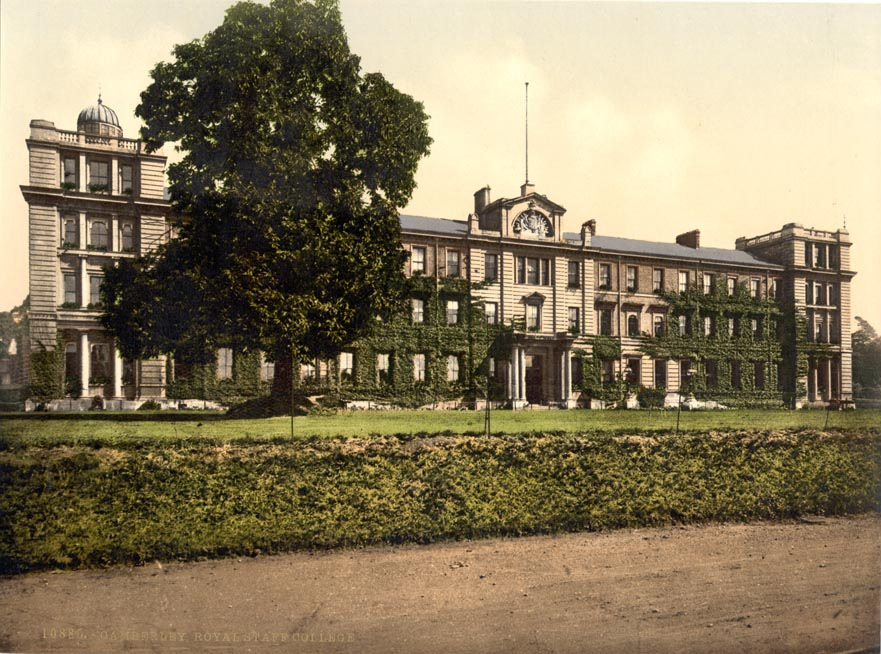
Gebäude des Staff College auf einem alten Druck

Das Staff College war eine höhere Bildungseinrichtung (Generalstabsakademie) für Offiziere der British Army und existierte von 1858 bis 1997.

## Geschichte
Vorläufer des Staff College war das Senior Department des 1800 von John Gaspard Le Marchant gegründeten „Royal Military College“ (heute Royal Military Academy Sandhurst). Es befand sich zunächst in High Wycombe, später in Farnham und schließlich ab 1821 in Sandhurst, dem Sitz des Royal Military College. 1858 wurde als Teil der Armeereformen nach dem Krimkrieg und dem Indischen Aufstand aus dem Department das Staff College gebildet, das 1862 seinen neuen Sitz im benachbarten Camberley, Surrey, einnahm.
Zu den während des zweijährigen Kurses gelehrten Fächern gehörten Militärgeschichte, Verwaltung, Recht, Befestigungswesen, militärische Aufklärung und Vermessungswesen sowie Fremdsprachen (Französisch, Deutsch und Hindi), Mathematik und Naturwissenschaften. Die Zulassung erfolgte nach bestandener Aufnahmeprüfung nach einem Verteilungsschlüssel. 1870 bestand eine Klasse aus 20 Offizieren, 1886 aus 32. Seit 1876 durften jährlich auch drei Offiziere der British Indian Army das College besuchen. Absolventen durften das Prädikat p.s.c. (passed staff college) tragen.
Während des Zweiten Burenkriegs 1899–1902 wie später während des Ersten Weltkriegs war das Staff College geschlossen. Ein tatsächlicher (Empire-)Generalstab wurde in Großbritannien erst im Zuge der Haldane-Reformen eingeführt. Nach dem Burenkrieg wurde das Staff College Offizieren aus den Dominions zugänglich. 1905 wurde zudem ein eigenes Staff College für die British Indian Army in Deolali (später Quetta) etabliert. Im Ersten Weltkrieg wurden zahlreiche höhere Posten in der British Army mit Absolventen des Staff College besetzt.
In den 1920er Jahren war J. F. C. Fuller zeitweilig Chefinstrukteur am Staff College. Dennoch erreichten seine und Basil Liddell Harts militärtheoretische Werke in Großbritannien weniger Resonanz als etwa in Deutschland. In der Amtszeit Charles William Gwynns als Kommandant floss die Doktrin des Imperial Policing in das Ausbildungsprogramm des Staff College ein. 1927 wurde das Imperial Defence College als Zentrum für höhere Studien gegründet. Am Vorabend des Zweiten Weltkriegs wurden unter Kriegsminister Leslie Hore-Belisha Anstrengungen unternommen, die Generalstabsausbildung wie die Offiziersausbildung generell auf eine breitere Grundlage zu stellen.
Nach dem Zweiten Weltkrieg wurden auch Studenten verbündeter Staaten für die Ausbildung zugelassen. 1997 wurde das Staff College mit dem Royal Naval College, dem RAF Staff College und dem Joint Service Defence College zum Joint Services Command and Staff College zusammengeführt.

## Kommandanten
Commandant, Staff College, Sandhurst
- Colonel Patrick Leonard MacDougall (1858–1861)
- Colonel William Craig Emilius Napier (1861–1864)
- Colonel Thomas Edgar Lacy (1865–1870)
- Major-General Edward Bruce Hamley (1870–1877)
- Major-General Archibald Alison (1878)
- Major-General Charles Creagh-Osborne (1878–1885)

Commandant, Staff College, Camberley
- Major-General Edward Clive (1885–1888)
- Colonel Francis Clery (1888–1893)
- Colonel H.J.T. Hildyard (1893–1898)
- Colonel Herbert Miles (1898–1903)
- Colonel Henry Rawlinson (1903–1906)
- Brigadier-General Henry Hughes Wilson (1907–1910)
- Major-General William Robertson (1910–1913)
- Brigadier-General Launcelot Kiggell (1913–1914)
- Major-General Hastings Anderson (1919–1922)
- Major-General Edmund Ironside (1922–1926)
- Major-General Charles Gwynn (1926–1931)
- Major-General John Dill (1931–1934)
- Major-General Clement Armitage (1934–1936)
- Major-General John Vereker, 6. Viscount Gort (1936–1937)
- Major-General Ronald Adam (1937–1938)
- Major-General Bernard Paget (1938–1939)
- Major-General Robert Collins (1939–1941)
- Major-General Montagu Stopford (1941–1942)
- Major-General Alan Cunningham (1942–1943)
- Major-General Douglas Wimberley (1943–1944)
- Major-General Philip Gregson-Ellis (1944–1946)
- Major-General Richard Hull (1946–1948)
- Major-General Alfred Dudley Ward (1948–1951)
- Major-General Gerald Lathbury (1951–1954)
- Major-General Charles Phibbs Jones (1954–1956)
- Major-General Nigel Poett (1957–1958)
- Major-General Reginald Hewetson (1958–1961)
- Major-General Charles Harington (1961–1963)
- Major-General John Worsley (1963–1966)
- Major-General Mervyn Butler (1966–1967)
- Major-General John Sharp (1967–1970)
- Major-General Allan Taylor (1970–1972)
- Major-General Patrick Howard-Dobson (1972–1974)
- Major-General Hugh Beach (1974–1975)
- Major-General John Wilfred Stanier (1975–1978)
- Major-General Frank Kitson (1978–1980)
- Major-General David Alexander-Sinclair (1980–1982)
- Major-General John Akehurst (1982–1984)
- Major-General Patrick Palmer (1984–1986)
- Major-General John Waters (1986–1988)
- Major-General John Learmont (1988–1989)
- Major-General Jeremy Mackenzie (1989)
- Major-General William Rous (1989–1991)
- Major-General Michael Rose (1991–1993)
- Major-General Christopher Wallace (1993–1994)
- Major-General Anthony Pigott (1994–1996)